# NGC 1895
NGC 1895 је емисиона маглина у сазвежђу Златна риба која се налази на NGC листи објеката дубоког неба.
Деклинација објекта је - 67° 19' 47" а ректасцензија 5h 16m 52,4s. Привидна величина (магнитуда) објекта NGC 1895 износи 12,2. NGC 1895 је још познат и под ознакама ESO 85-EN62.